# Ulko-Santakari
Ulko-Santakari är en ö i Finland. Den ligger i Bottenhavet och i kommunen Euraåminne i den ekonomiska regionen  Raumo ekonomiska region i landskapet Satakunta, i den sydvästra delen av landet. Ön ligger omkring 27 kilometer sydväst om Björneborg och omkring 230 kilometer nordväst om Helsingfors.
Öns area är 4,7 hektar och dess största längd är 460 meter i sydöst-nordvästlig riktning.

## Klimat
Inlandsklimat råder i trakten.[källa behövs] Årsmedeltemperaturen i trakten är 2 °C. Den varmaste månaden är juli, då medeltemperaturen är 16 °C, och den kallaste är februari, med −9 °C.